# Straightman
Straightman – amerykański dramat filmowy w reżyserii Bena Berkowitza z 1999 roku.
Film opowiada historię związku emocjonalnego dwójki mężczyzn – kobieciarza i skrytego homoseksualisty.

## Nagrody i wyróżnienia
- 2000, L.A. Outfest:
  - nagroda Grand Jury w kategorii wybitne osiągnięcie w scenopisarstwie (nagrodzeni: Ben Berkowitz i Ben Redgrave)